# Güllübahçe, Söke
Güllübahçe là một thị trấn thuộc huyện Söke, tỉnh Aydın, Thổ Nhĩ Kỳ. Dân số thời điểm năm 2010 là 1.831 người.